# Oulunkylä
Oulunkylä (suédois : Åggelby) est à la fois un quartier et un district de la ville d'Helsinki, la capitale de la Finlande.

## Population

### District de Oulunkylä
Le district de Oulunkylä a une surface est de 4,51 km2 et sa population s'élève à 13606 habitants  et offre 6459 emplois (31.12.2005).

### Quartier de Oulunkylä
Le quartier de Oulunkylä est composé des districts de Oulunkylä et de Maunula. Le quartier de Oulunkylä a une surface est de 8,61 km2 et sa population s'élève à 22181 habitants  et offre 9489 emplois (31.12.2005).

## Transport

### Transport ferroviaire
Oulunkylä est situé sur de la ligne principale. Les trains locaux I, K, N , P et T s'arrêtent à la gare d'Oulunkylä.
Située à la limite d'Oulunkylä, la gare de Käpylä est desservie par les trains locaux  I, K, P et T.

### Métro
En 2024, Oulunkylä sera desservi par le métro léger Jokeri.

### Bus
Helsingin Bussiliikenne
- 69 (Kamppi-Jakomäki)
- 550, (Itäkeskus–Oulunkylä–Westendinasema)

Pohjolan Liikenne
- 53 (Arabia–Oulunkylä–Uusmäki)
- 61T,61N (Rautatientori–Pukinmäki–Siltamäki(Tapaninvainio))(Töyrynummi))
- 64 (Rautatientori–Oulunkylä–Itä-Pakila)
- 65 (Rautatientori–Oulunkylä (Veräjälaakso))

Nobina Finland
- 553 (Hakunila-Malmi-Pukinmäki-Maunula-Leppävaara)
- 553K (Hakunila-Malmi-Lassila-Leppävaara)

Taksikuljetus (fi)
- 603 (Paloheinä–Malmin sairaala)

### Circulation douce
La voie de circulation douce la plus importante traverse Olunkylä en longeant la ligne d'Helsinki à Tampere. 
La voie relie le centre-ville d'Helsinki aux quartiers nord. 
D'autres voies notables menant d'un quartier à l'autre passent dans le parc central d'Helsinki (Maunulanpuisto) dans la partie ouest d'Oulunkylä et le long du fleuve Vantaanjoki.
Les distances depuis le centre d'Oulunkylä le long des de circulation douce avec le temps de parcours estimé entre parenthèses : Viikki 3 km (15 min), Pasila 4 km (15 min), Rautatientori 8 km (25 min), Itäkeskus 8 km (30 min).
Le réseau de pistes de ski d'Helsinki s'étend jusqu'à Oulunkylä en hiver. 
La piste de ski menant au nord du centre d'Helsinki passe par le parc Maunulanpuisto et par le parc sportif de Pirkkola (fi). 
Le réseau de pistes s'étend également jusqu'aux rives du Vantaanjoki et du parc sportif d'Oulunkylä. 
Le ski jusqu'au chalet de Paloheinä est à environ 8 km d'Oulunkylä par le Vantaanjoki et à 5 km du chalet de Maunula.
Les usagers des transports publics ont une connexion directe en bus d'Oulunkylä à la piste de ski via Pirkkola.
Le pont de circulation douce de Viikinmäki relie Oulunkylä et Viikki.

## Galerie

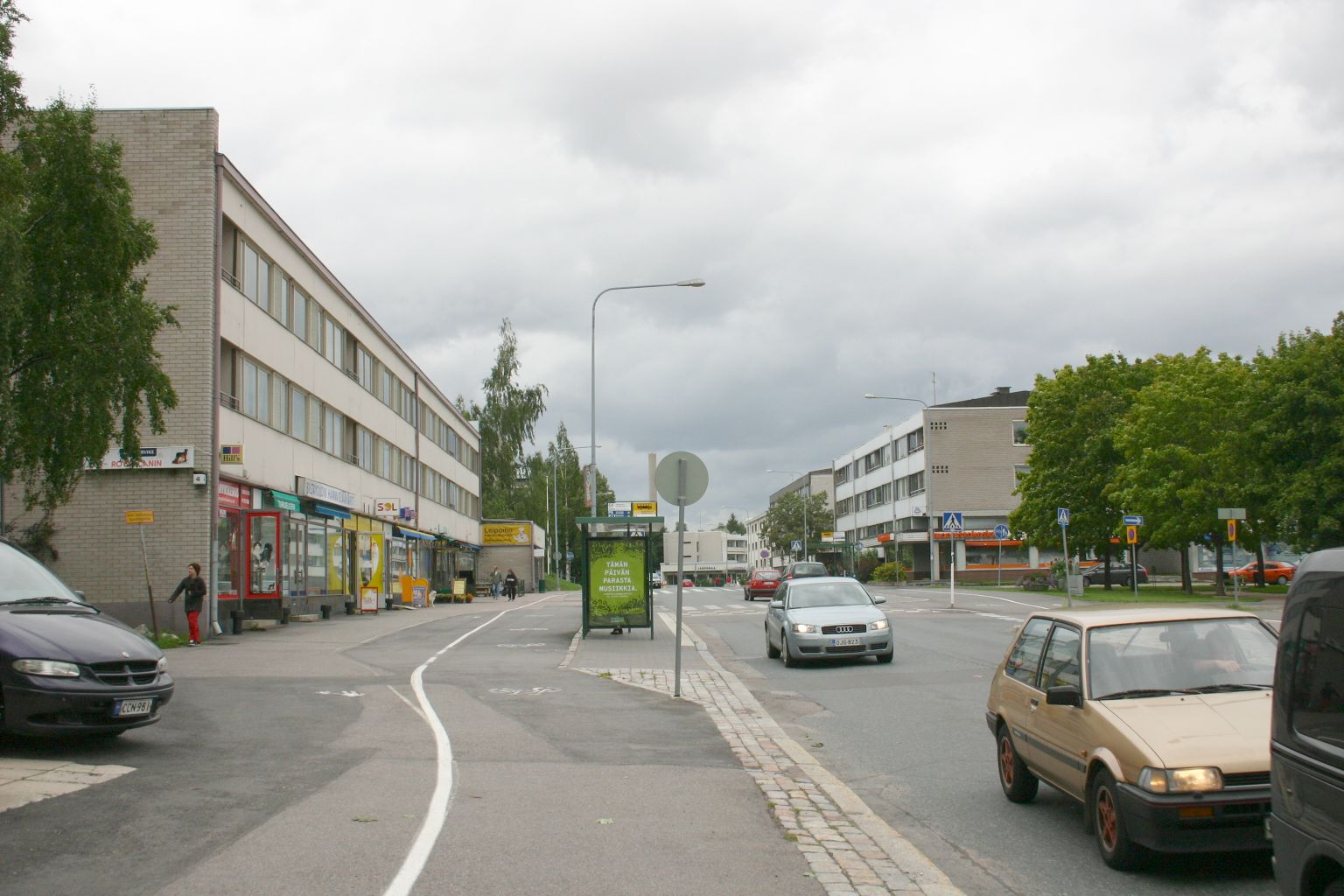
Rue Siltavoudintie à Oulunkyla.
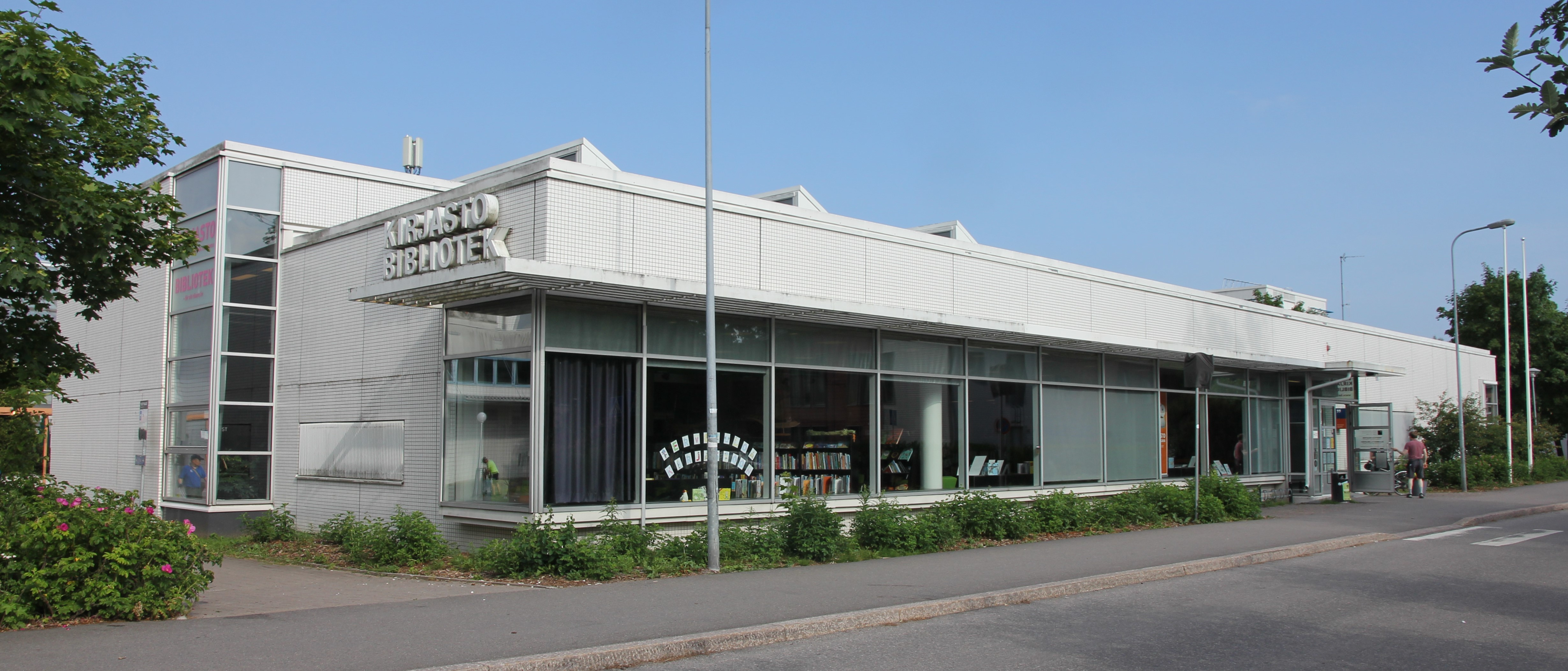
Bibliothèque d'Oulunkylä.
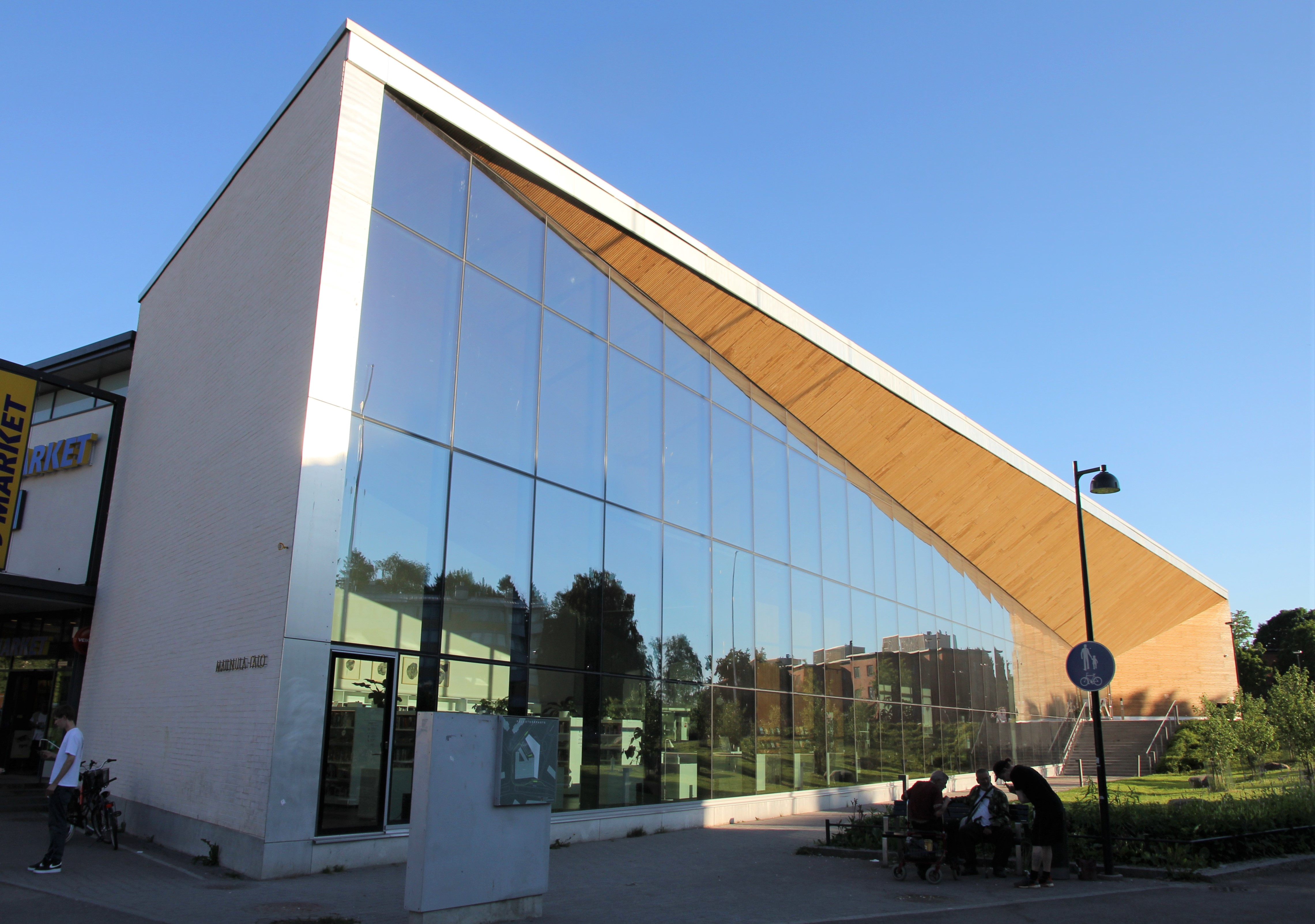
Bibliothèque de Maunula

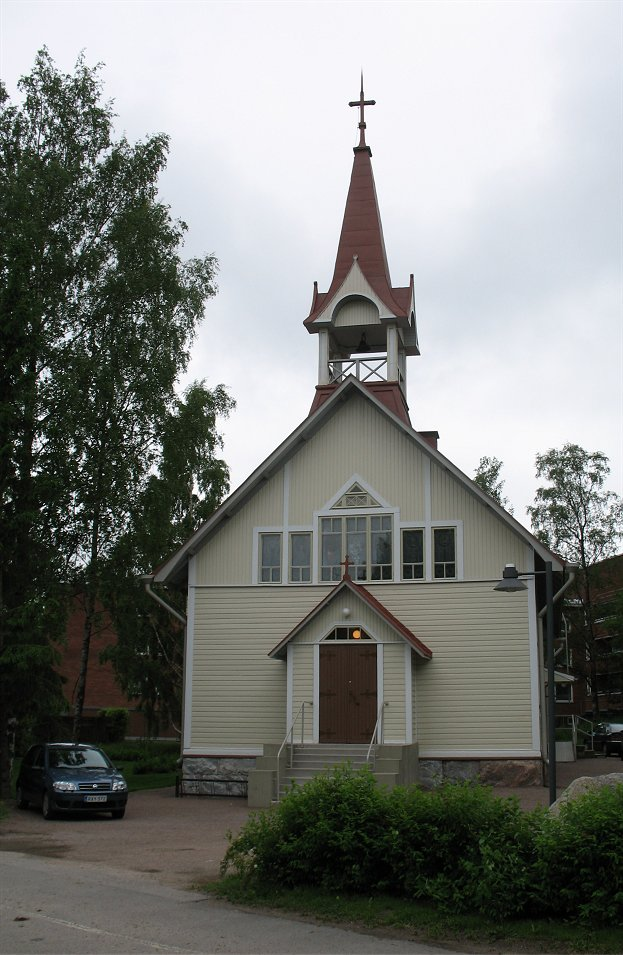
Ancienne église de Oulunkylä.
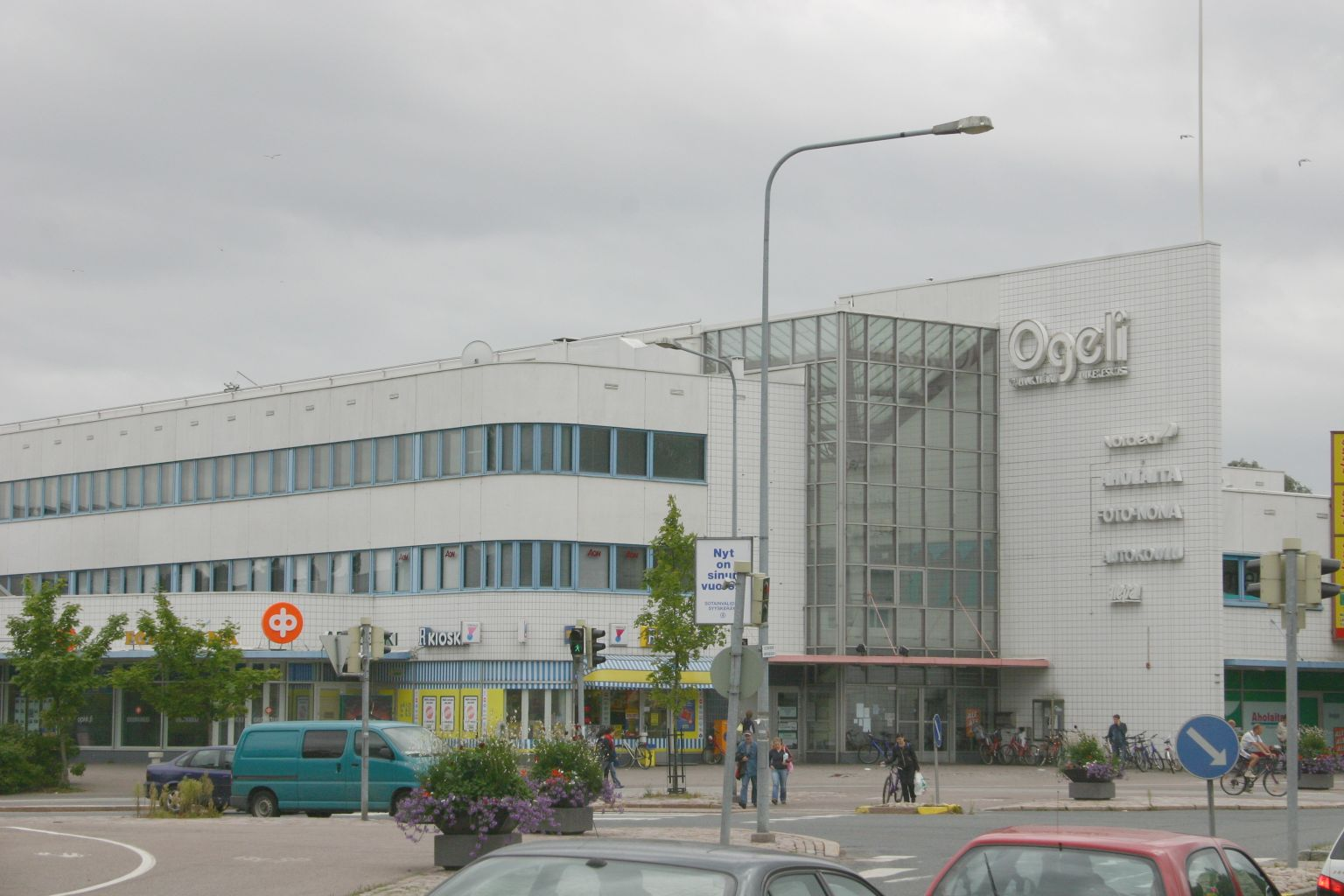
Center commercial Ogeli.
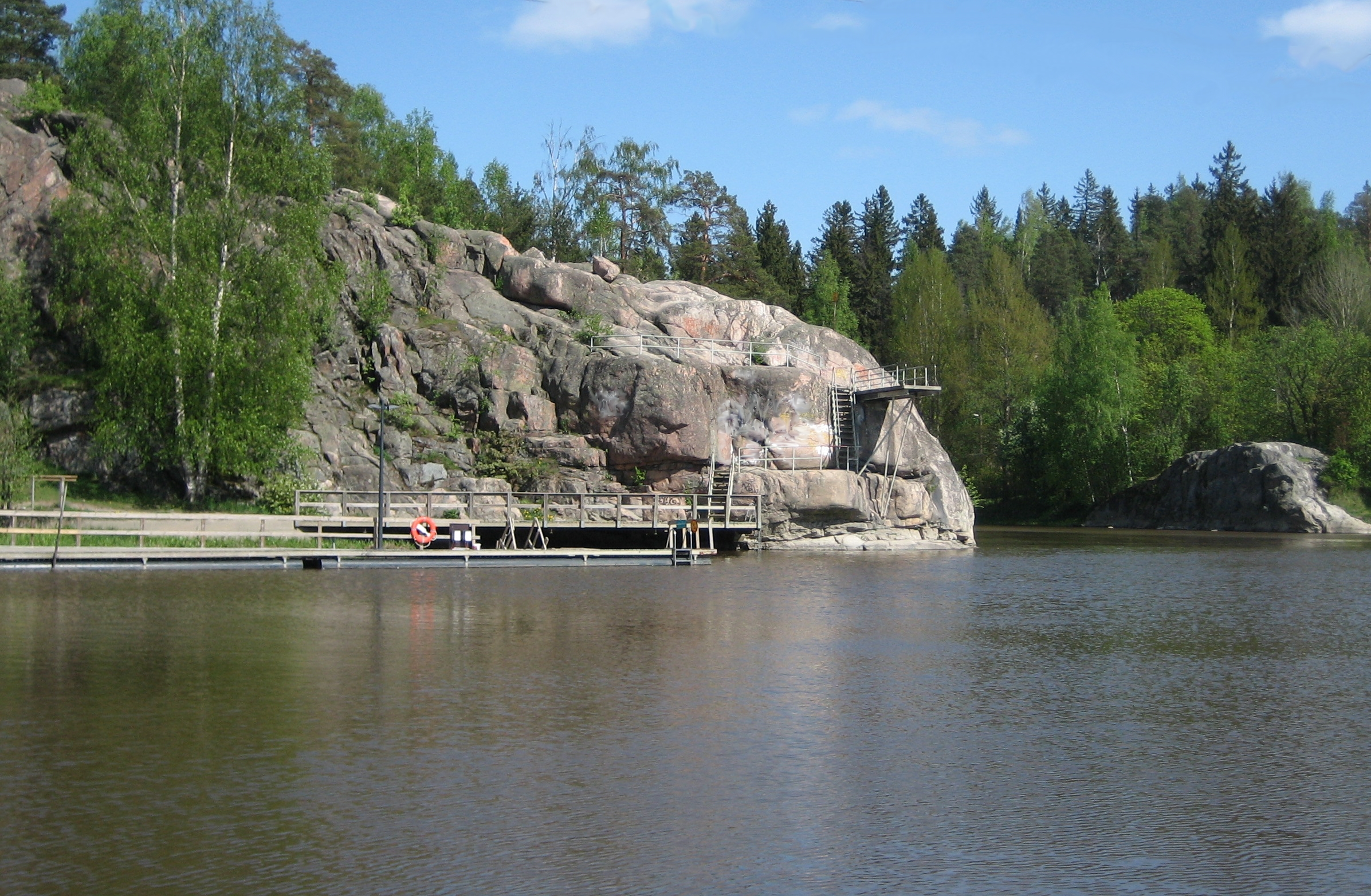
Plage de Pikkukoski sur la rivière Vantaanjoki à Veräjämäki, Oulunkylä.
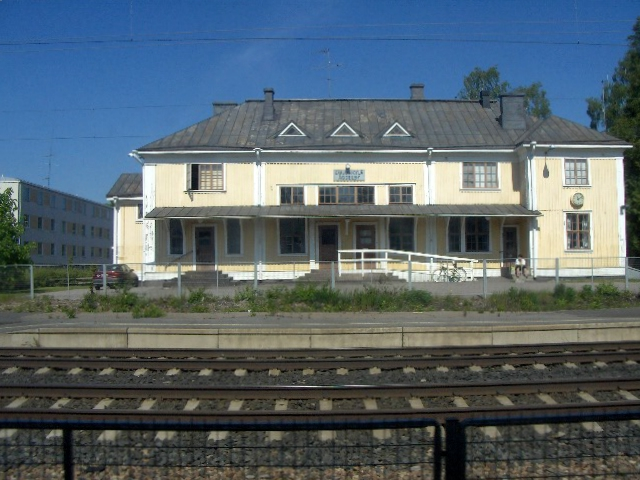
Bâtiment de la Gare ferroviaire de Oulunkylä.